# Cyclodomorphus maxima
Cyclodomorphus maxima är en ödleart som beskrevs av  Storr 1976. Cyclodomorphus maxima ingår i släktet Cyclodomorphus och familjen skinkar. Inga underarter finns listade i Catalogue of Life.